# Ceratiola ericoides
Ceratiola es un género monotípico de plantas fanerógamas  perteneciente a la familia Ericaceae. Su única especie: Ceratiola ericoides o romero de Florida, es originaria de Norteamérica.

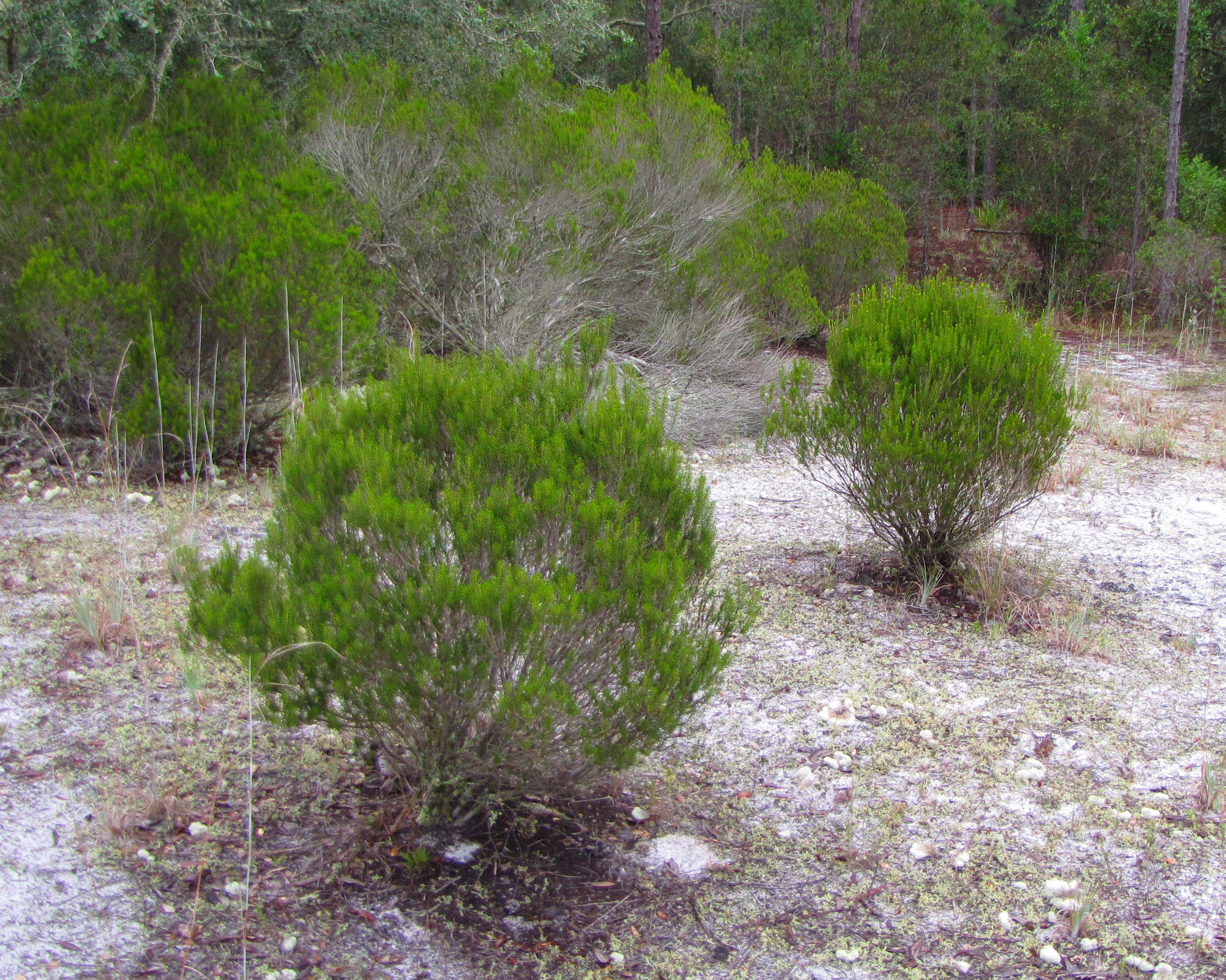
En su hábitat

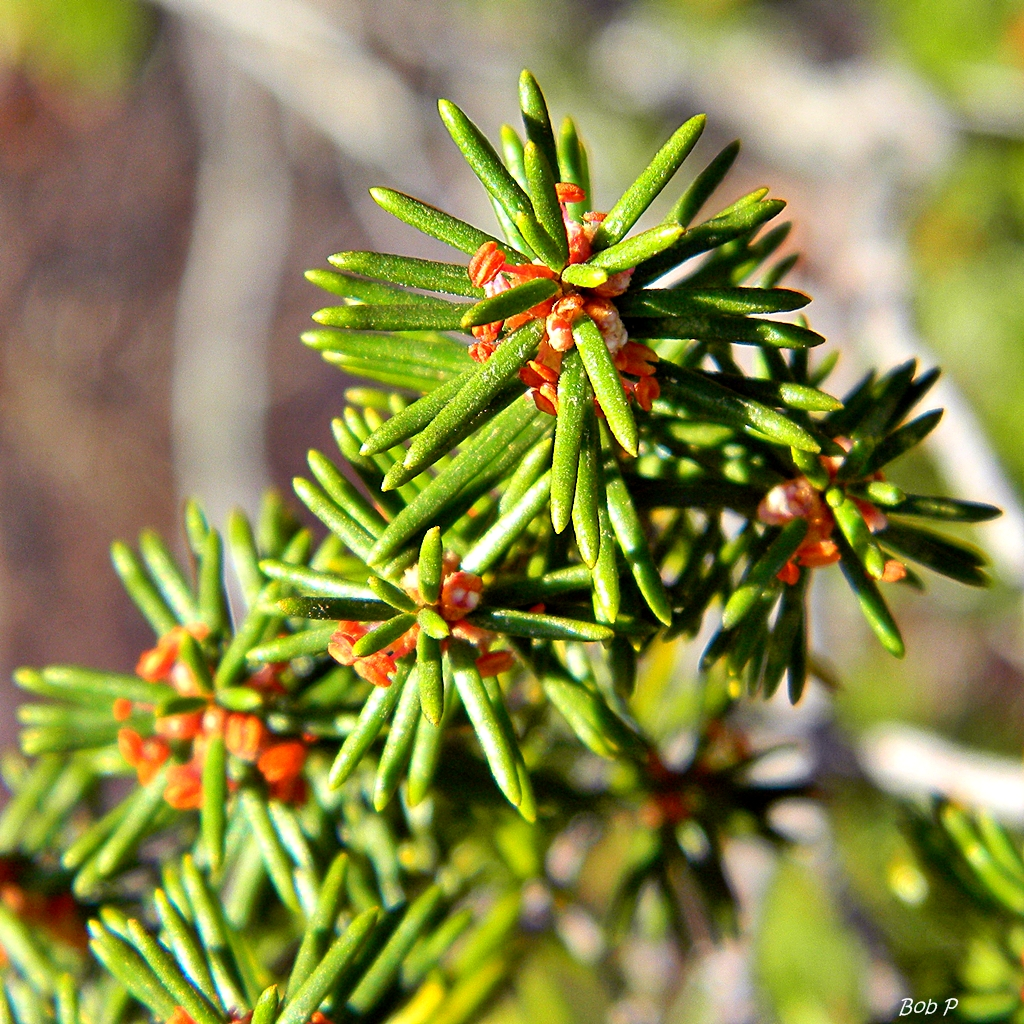
Detalle de las hojas

## Descripción
Es nativa de sitios estériles y secos de arena en la costa sureste Estados Unidos, en Alabama, Florida, Georgia, Misisipi y Carolina del Sur. Se produce con frecuencia junto con el pino de la arena y / o especies de roble. Al igual que el pino de la arena, se adapta para regenerarse por semillas después de los incendios forestales periódicos.
Su hábitat es importante para el amenazado Neoseps reynoldsi en el centro de Florida.
El nombre común de la especie deriva de la similitud superficial con el romero europeo, conocido porque sus hojas se utilizan como una hierba. Ceratiola ericoides no es comestible.

## Taxonomía
Ceratiola ericoides fue descrita por André Michaux y publicado en Flora Boreali-Americana (Michaux) 2: 222. 1803.
Etimología
Ceratiola: nombre genérico que deriva de las palabras griegas keras
ericoides: epíteto latino que significa "similar a Erica".
Sinonimia
- Ceratiola falcatula Gand.
- Empetrum aciculare Bertol.[3]